# شخصية
الشخصية (بالإنجليزية: Personality) هي مجموعة من الأنماط السلوكية، والمعرفية والعاطفية المترابطة التي تميز كل شخص وتمثل تكيفه الفريد مع الحياة. تُعد هذه الأنماط المترابطة مستقرة نسبيًا، إلا أنها قابلة للتغير على مدى فترات طويلة.
على الرغم من غياب التعريف التوافقي للشخصية، تركز غالبية النظريات على الدافع والتفاعلات النفسية بين الشخص وبيئته المحيطة. تميل نظريات الشخصية القائمة على السمات، مثل تلك المحددة بواسطة رايموند كاتل، إلى تعريف الشخصية بوصفها مجموعة من السمات القادرة على التنبؤ بسلوك الفرد. من جهة أخرى، تميل النهج القائمة على السلوك في المقام الأول إلى تعريف الشخصية من خلال التعلم والعادات. بصرف النظر عما سبق، تنظر غالبية هذه النظريات إلى الشخصية باعتبارها مستقرة نسبيًا.
يهتم علم نفس الشخصية بدراسة علم النفس الكامن وراء الشخصية ويسعى إلى تفسير الميول الكامنة خلف اختلافات السلوك. تبنى علماء النفس العديد من النهج المختلفة في محاولتهم دراسة الشخصية، بما في ذلك النظريات البيولوجية، والمعرفية، والقائمة على التعلم والقائمة على السمات، فضلًا عن النهج النفسية الديناميكية والإنسانية. تعكس النهج المختلفة المستخدمة في دراسة الشخصية اليوم تأثير المنظرين الأوائل في هذا المجال، بمن فيهم سيغموند فرويد، وألفريد أدلر، وغوردون ألبورت، وهانز آيزنك، وأبراهام ماسلو وكارل روجرز.

## المزاج والفلسفة
جادل ويليام جيمس (1842–1910) بأن المزاج من شأنه تفسير مقدار كبير من الخلافات التي شهدتها الفلسفة على مر التاريخ من خلال اعتباره مقدمة مؤثرة في الحجج الفلسفية. على الرغم من سعيهم إلى إيجاد أسباب غير شخصية حصرًا لاستنتاجاتهم، جادل جيمس بتأثير مزاج الفلاسفة على فلسفتهم. يصبح المزاج المتصور على هذا النحو بمثابة تحيز. يوضح جيمس أن هذا التحيز عائد إلى الثقة التي يضعها هؤلاء الفلاسفة في مزاجهم. اعتقد جيمس أن أهمية ملاحظته كامنة في المقدمة التي تربط القياس الموضوعي للنجاح في الفلسفة بمدى اعتبار هذه الفلسفة مخصوصة بفيلسوفها، ومدى قدرة هذا الفيلسوف على تقبل أي طريقة أخرى لرؤية الأمور دونًا عن طريقته.

### البناء العقلي
جادل جيمس بإمكانية اعتبار المزاج أساسًا لعدة أقسام في الأوساط الأكاديمية، لكنه ركز على الفلسفة في محاضراته حول البراغماتية في عام 1907. في الواقع، أدت محاضرة جيمس في عام 1907 إلى تكوين نوع من نظرية السمات لكل من مدرستي الفلسفة التجريبية والعقلانية. بشكل مشابه لمعظم نظريات السمات الحديثة، وصف جيمس سمات كل مدرسة باعتبارها متميزة ومتعاكسة، ومن الممكن حيازتها بنسب متفاوتة في سلسلة مستمرة، إذ يمكنها تمييز شخصية الفلاسفة في كل مدرسة. يمكن وصف «البناء العقلي» (أي الشخصية) المميز للفلاسفة العقلانيين بأنه «متساهل» و«متبع للمبادئ»، بينما يُوصف الفلاسفة التجريبيون بأنهم «متشددون» و«متبعون للحقائق». لا يقتصر هذا التمييز على الادعاءات الفلسفية التي قدمها كل منهما في عام 1907، إذ يميز جيمس بينهما أيضًا من خلال اعتبار هذه الادعاءات قائمة بشكل أساسي على المزاج. علاوة على ذلك، كان هذا التصنيف مجرد نتيجة عرضية لغرض جيمس من تفسير فلسفته البراغماتية ولم يستفض بشرحه.

### التجريبيون والعقلانيون
وفقًا لجيمس، يختلف مزاج الفلاسفة العقلانيين بشكل جوهري على مزاج معاصريهم من الفلاسفة التجريبيين. لا يمكن للفلاسفة العقلانيين المتسمين بميلهم نحو التهذيب والسطحية إرضاء مزاج العقل التجريبي. تؤدي العقلانية إلى خلق أنظمة مغلقة، إذ يُعتبر هذا التفاؤل سطحيًا في نظر العقل المحب للحقائق، الذي يرى الكمال أمرًا بعيدًا للغاية. تُعتبر العقلانية بمثابة تظاهر، ومزاج مائل في المقام الأول نحو التجريد.
من جهة أخرى، يتمسك التجريبيون بالحواس الخارجية عوضًا عن المنطق. يقدّم تفسير الفيلسوف التجريبي البريطاني جون لوك (1632 – 1704) للهوية الشخصية مثالًا على ما أشار إليه جيمس. يفسر لوك هوية الشخص، أي الشخصية، على أساس تعريف دقيق للهوية، يختلف بموجبه معنى الهوية باختلاف ما تُطبّق عليه. تُعد هوية الشخص بالتالي مختلفة تمامًا عن هوية الرجل، أو المرأة أو الجوهر وفقًا للوك. خلص لوك إلى استنتاج مفاده أن الوعي بمثابة شخصية لأنه «دائمًا ما يرافق التفكير، بفضله يصبح الجميع ما يطلق عليه النفس»، ويبقى ثابتًا في أماكن مختلفة أثناء أوقات مختلفة.
تصور الفلاسفة العقلانيون هوية الأشخاص بشكل مختلف عن التجريبيين أمثال لوك الذي ميز بين هوية الجوهر، والشخص والحياة. وفقًا للوك، وافق رينيه ديكارت (1596 – 1650) إلى حد ما إذ أنه لم يجادل بوجود روح مادية واحدة مسؤولة عن تكوين الشخص «خوفًا من جعل المتوحشين يفكرون بأشياء أيضًا». وفقًا لجيمس، تسامح لوك مع الحجج القائلة إن الروح كامنة وراء وعي أي شخص. مع ذلك، أنكر ديفيد هيوم (1711 – 1776)، خليفة لوك، وغيره من علماء النفس التجريبيين من بعده، دور الروح باستثناء اعتبارها مصطلحًا مستخدمًا لوصف تماسك الحياة الداخلية. على الرغم من ذلك، تشير بعض الأبحاث إلى استبعاد لوك الهوية الشخصية من عمله استقصاء حول الفهم الإنساني إذ اعتبر حجته غير مقنعة للغاية على الرغم من كفايتها. ميّز ديكارت نفسه بين الملكات الفاعلة والمنفعلة للعقل، إذ ساهم كل منها في التفكير والعقل بطريقة مختلفة. وفقًا لديكارت، تستقبل الملكة المنفعلة ببساطة، بينما تنتج الملكة الفاعلة وتشكل الأفكار، إلا أنها غير لا تستلزم التفكير، إذ لا تُعد بالتالي ضمن الشيء المفكر. لا يجب اعتبار الملكة الفاعلة موجودة داخل النفس نظرًا إلى إنتاج الأفكار دون أي وعي بها، وفي بعض الأحيان ضد إرادة الفرد.
جادل الفيلسوف العقلاني باروخ سبينوزا (1632 – 1677) بأن العنصر الأول المسؤول عن تشكيل العقل الإنساني متمثل في الأفكار، لكنها توجد فقط لدى الأشياء الموجودة بالفعل. بعبارة أخرى، لا يوجد أي معنى لأفكار الأشياء غير الموجودة بالنسبة إلى سبينوزا، إذ يستحيل وجود فكرة لشيء غير موجود. علاوة على ذلك، جادلت عقلانية سبينوزا بأن العقل غير قادر على معرفة نفسه، إلا بقدر ما يمكن له إدراك «أفكار تعديلات الجسم»، من أجل وصف تصوراته الخارجية، أو تصوراته من الخارج. على النقيض من ذلك، يرى سبينوزا أن التصورات من الداخل قادرة على ربط الأفكار المتعددة بشكل واضح ومتميز. وفقًا لسبينوزا، لا يمثل العقل العلة الحرة لأفعاله. يساوي سبينوزا بين الإرادة والفهم، ويوضح أن الفرق بين هذين الشيئين باعتبارهما شيئين مختلفين عبارة عن خطأ ناجم عن سوء فهم الفرد لطبيعة التفكير.

## نظرة تحليلية للشخصية

### عوامل السلوك: نظرة تحلیلة تجزيئية
- العوامل الجينية
- التربية والأشخاص المحيطين
- تجارب الطفولة
- نمط الحياة
- الجماعة - المجتمع
- الاختلافات - الخصائص
- القيم والمعتقدات
- الدافع
- الكفاءة والقدرات
- الذكاء - مزاج
- الأزمات - الوقت
- النمو
- الإدراك - الوعي
- الشعور - العاطفة

### الشخصية: نظرة تحلیلة تركيبية
الشخصية: طريقة المزج بين كل العوامل السابقة.
الشخصية: نظرة تحليلية شاملة: العوامل السابقة عندما يتم الجمع فيما بينها.
الشخصية:
- أ. الوظيفة: لماذا وكيف تتصرف.
- ب. البنية: ما هي العوامل التي تُأثِّر على سلوك الشخص؟

الشخصية: تشرح (تلهم) السلوك. وتشير إلى الأسباب الموجدة للسلوك.

## علم النفس
تتضمن بعض الأفكار في الدراسة النفسية للشخصية والعلمية ما يلي:
- التغيرات في الشخصية
- تطور الشخصية، المفهوم بأن سمات الشخصية يمكن أن تتأثر من مصادر مختلفة.
- اضطراب الشخصية
- وراثة الشخصية، وهو المجال العلمي الذي يدرس العلاقة بين الشخصية وعلم الوراثة
- علم أمراض الشخصية، وهو المجال العلمي الذي يدرس عدم المرونة التكيفية، الحلقات مفرغة من السلوك غير القادرة على التأقلم، وعدم الاستقرار العاطفي تحت الضغط.
- علم نفس الشخصية، هو نظرية ودراسة الفروق، الصفات، والأنواع الفردية
- مسابقة الشخصية مجموعة من الأسئلة (عادة اختيار من متعدد، مقياس للتصنيف، أو صواب / خطأ) يقصد لوصف جوانب من شخصية الفرد، والأفكار، والمشاعر
- نمط الشخصية
- نظاميات الشخصية، بين النظم الفرعية للشخصية كما تم تضمينها في النظام الإيكولوجي بأكمله
- اختبار الشخصية
- نوع الشخصية، يشير إلى النماذج الثابتة نسبيا من خصائص السلوك الذي يحصل بتواتر كاف
- سمة الشخصية، يشير إلى الخصائص الشخصية الدائمة التي كشفت في نموذج معين من السلوك في مجموعة متنوعة من الحالات

## بداية دراسة الشخصية
بدأت دراسة الشخصية مع أبقراط ب الأخلاط الأربعة وأدت إلى المزاجات الأربعة. تم التعمق والتفسير من قبل خلفه جالينوس خلال القرن الميلادي الثاني. تقول نظرية الأخلاط الأربعة بأن شخصية الفرد تعتمد علي توازن الأخلاط الجسدية؛ المرارة الصفراء، المرارة السوداء، البلغم، والدم. تميزت الشخصية الصفراوية بوجود فائض من المرارة الصفراء، مما يجعلها غضوباً. ارتفاع مستويات المرارة السوداء يدل على الحزن والتشاؤم. الناس الهادئون يعتقد بأن يكون بسبب وجود فائض من البلغم، مما يؤدي إلى المزاج اللامبالي والهادئ. أخيرا، الناس الذين كان يعتقدأن لديهم مستويات عالية من الدم يتميزون بتصرفاتهم المتفائلة ذات المرح العاطفي.

## أصول شخصية الفرد الحديثة
المعنى الحديث لشخصية الفرد هو نتيجة للتحولات في الثقافة الناشئة في عصر النهضة، وهو عنصر أساسي في الحداثة. على النقيض فإن معنى النفس في القرون الوسطى الأوروبية ارتبط بشبكة من الأدوار الاجتماعية: «إن الأسرة، شبكة القرابة، والنقابات، والشركات - كانت هذه هي اللبنات الأساسية للشخصية» وذلك حسب ملاحظات ستيفن غرينبلات في سرد الانتعاش (1417) وقصيدة لوكريتيوس: أن «في صلب القصيدة وضع المبادئ الأساسية للفهم الحديث للعالم». جاك Gélis يلاحظ أن: «عندما یعال من قبل الأسرة، فإن الفرد وحده لا شيء» 
ان أول من بحث الشخصية بطريقة ممنهجة هو زيغموند فرويد ويدين له كل من أتى بعده من علماء النفس سواء وافقوه في الرأي أم خالفوه.